# Nathan Moriah-Welsh
Nathan Moriah-Welsh, né le 18 mars 2002 à Londres en Angleterre, est un footballeur guyanien qui évolue au poste de milieu central à Mansfield Town.

## Biographie

### Carrière en club
Né à Londres en Angleterre, Nathan Moriah-Welsh fréquente les centres de formations du Chelsea FC, du Brentford FC et du Reading FC avant de poursuivre sa formation à l'AFC Bournemouth.
Il fait ses débuts en professionnel avec Bournemouth, le 8 janvier 2022, lors d'un match de Coupe d'Angleterre contre Yeovil Town. Il est titularisé au poste d'arrière droit et son équipe s'impose par trois buts à un,.
Le 10 août 2022, Nathan Moriah-Welsh rejoint Newport County sous la forme d'un prêt d'une saison.
Le 27 janvier 2024, durant le mercato hivernal, Moriah-Welsh s'engage en faveur du club écossais du Hibernian FC pour un contrat de deux ans et demi, soit jusqu'en juin 2026.

### En sélection
En mars 2021, Nathan Moriah-Welsh est convoqué pour la première fois avec l'équipe nationale du Guyana. Il honore sa première sélection lors de ce rassemblement, le 30 mars 2021 contre les Bahamas. Il entre en jeu et son équipe l'emporte par quatre buts à zéro.